# Платтсбург (містечко, Нью-Йорк)
Платтсбург (англ. Plattsburgh) — місто (англ. town) в США, в окрузі Клінтон штату Нью-Йорк. Населення — 11 886 осіб (2020).

## Демографія
Згідно з переписом 2010 року, у місті мешкало 11 870 осіб у 4731 домогосподарстві у складі 3188 родин. Було 5165 помешкань
Расовий склад населення:
| - 95,0 % — білих - 1,9 % — чорних або афроамериканців - 0,9 % — азіатів - 0,4 % — корінних американців |

До двох чи більше рас належало 1,3 %. Частка іспаномовних становила 1,9 % від усіх жителів.
За віковим діапазоном населення розподілялося таким чином: 20,6 % — особи молодші 18 років, 64,3 % — особи у віці 18—64 років, 15,1 % — особи у віці 65 років та старші. Медіана віку мешканця становила 41,1 року. На 100 осіб жіночої статі у місті припадало 98,6 чоловіків;  на 100 жінок у віці від 18 років та старших — 95,5 чоловіків також старших 18 років.
Середній дохід на одне домашнє господарство  становив 71 208 доларів США (медіана — 56 417), а середній дохід на одну сім'ю — 83 178 доларів (медіана — 69 426). Медіана доходів становила 45 162 долари для чоловіків та 40 494 долари для жінок. За межею бідності перебувало 10,7 % осіб, у тому числі 13,9 % дітей у віці до 18 років та 8,9 % осіб у віці 65 років та старших.
Цивільне працевлаштоване населення становило 5574 особи. Основні галузі зайнятості: освіта, охорона здоров'я та соціальна допомога — 29,4 %, роздрібна торгівля — 15,4 %, виробництво — 13,1 %.